# Masahiro Motoki
Masahiro Motoki (本木雅弘?, Motoki Masahiro; Okegawa, 21 dicembre 1965) è un attore giapponese.

## Biografia
Nel 2008 ha recitato nel ruolo del protagonista Daigo Kobayashi nel film Departures, diretto da Yōjirō Takita e vincitore dell'Oscar al miglior film straniero nel 2009. Per lo stesso ruolo ha vinto anche il premio al miglior attore protagonista alla 32ª edizione degli Awards of the Japanese Academy.
È sposato dal 1995 con la musicista Yayako Uchida, figlia dell'attrice Kirin Kiki e del musicista Yūya Uchida.

## Filmografia parziale

### Cinema
- Shiko funjatta (シコふんじゃった) regia di Masayuki Suo (1992)
- Gonin, regia di Takashi Ishii, (1995)
- Vuoi ballare? - Shall We Dance?, regia di Masayuki Suo, (1996)
- The Bird People in China regia di Takashi Miike (1998)
- Gemini, regia di Shinya Tsukamoto, (1999)
- Tekkon Kinkreet - Soli contro tutti regia di Michael Arias (2006) - Serpente (Hebi)
- Departures, regia di Yōjirō Takita, (2008)
- Touch, regia di Baltasar Kormákur (2024)

### Televisione
- Giri / Haji - Dovere / Vergogna - serie TV (2019-in corso)

## Doppiatori italiani
- Francesco Fabbri in Giri / Haji - Dovere / Vergogna
- Franco Mannella in Touch